# Diego Star
Pour plus de détails, voir Fiche technique et Distribution.
Diego Star est un film dramatique québécois écrit et réalisé par Frédérick Pelletier, sorti au Québec le 6 décembre 2013.

## Synopsis
Un cargo sur le Saint-Laurent. Dans la salle des machines, un incident majeur se produit. Traoré, un mécanicien ivoirien, en est injustement accusé. Le bateau est remorqué au chantier maritime de Lévis. Les réparations prendront trois semaines. Dans l'intervalle, l'équipage est hébergé par les habitants. Traoré aboutit chez Fanny, une jeune mère monoparentale. Petit à petit, la méfiance de la jeune femme face à cet étranger qui lui offre une sorte de soutien paternel s'estompe. Mais quand Traoré est licencié, sans préavis ni dédommagement, et que Fanny comprend qu'elle ne sera pas payée, elle chasse brutalement le marin. Seul, à 10 000 km des siens, Traoré s'enfonce dans l'hiver québécois. 

## Fiche technique
- Titre original : Diego Star
- Réalisation : Frédérick Pelletier
- Scénario : Frédérick Pelletier
- Direction artistique : Marjorie Rhéaume
- Costumes : Patricia McNeil
- Montage : Marie-Hélène Dozo
- Photographie : Philippe Roy
- Son : Frédéric Cloutier
- Production : Sylvain Corbeil, Pascal Bascaron, Nancy Grant et Marion Hänsel
- Sociétés de production : Metafilms (Canada), Man's Films (Belgique)
- Sociétés de distribution :  Métropole Films
- Vendeur international : FiGa Films (Los Angeles)
- Pays d’origine :  Canada,  Belgique
- Budget : 1 300 000 $ CDN
- Langue : français
- Durée : 91 minutes
- Format : couleur, numérique
- Genre : film dramatique
- Première mondiale : janvier 2013 au Festival international du film de Rotterdam
- Date de sortie : Canada : 2013

## Distribution
- Issaka Sawadogo : Traoré
- Chloé Bourgeois : Fanny
- Yassine Fadel : Timo
- Nico Lagarde : Mère
- Marie-Claude Guérin : Sylvie

## Distinctions

### Récompenses et nominations
- 2013 - Diego Star Papillon d'argent, Festival international du film indépendant de Lille (France)
- 2013 - Diego Star Meilleur réalisateur, Santiago Festival Internacional de Cine 2013, Santiago (Chili).
- 2013 - Diego Star Prix d'interprétation masculine pour Issaka Sawadogo, 42e Festival du nouveau cinéma de Montréal, compétition FOCUS.
- 2013 - Diego Star Prix spécial du jury, 42e Festival du nouveau cinéma de Montréal, Compétition FOCUS.
- 2013 - Diego Star Reflet d'or du meilleur long métrage 2013, Festival Tous écrans / Geneva Int. Film Festival (Suisse).
- 2013 - Diego Star Meilleur film, New York No Limits Films series 2013, New York (USA).
- 2014 - Diego Star Mention du jury pour l'interprétation d'Issaka Sawadogo, Festival international du premier film d'Annonay (France).
- 2014 - Diego Star 5 Nominations aux prix Jutra : Meilleur film ; Meilleur scénario ; Meilleure actrice (Chloé Bourgeois) ; Meilleur acteur (Issaka Sawadogo) ; Meilleur direction artistique (Marjorie Rhéaume).

### Festivals (liste incomplète)
- 2013
  - Festival international du film de Rotterdam (Pays-Bas), Big Screen Award Competition
  - Festival international du film indépendant de Lille / Cinémondes (France), compétition officielle
  - Curaçao IFFR 2013 (Antilles néerlandaises)
  - CPH-PIX/ Festival international du film de Copenhague (Danemark), Main Competition / New Talent Grand PIX
  - Festival international de cinéma d'auteur de Barcelone (Espagne)
  - Kino Otok 9 (Slovénie)
  - Possible Worlds 2013, Sydney (Australie)
  - SANFIC 2013 (Chili), compétition internationale
  - Milano Film Festival, 2013 (Italie)
  - Sudbury International Film Festival (Canada)
  - Festival do Rio (Brésil).
  - Festival international du film francophone de Namur (Belgique), compétition Émille-Cantillon.
  - FilmFest Hamburg (Allemagne).
  - CineMundi Belo Horizonte (Brésil).
  - 42e Festival du Nouveau Cinéma de Montréal, Ouverture Focus / compétition nationale.
  - Mumbai Film Festival (Inde).
  - Festival indépendant du film d'Osnabrück (Allemagne)
  - 32e Festival du cinéma international en Abitibi-Témiscamingue 2013
  - SIFF French Cinema Now, Seattle (USA)
  - Musée des beaux-arts de Boston
  - Festival Tous écrans / Geneva International Film Festival (Suisse) Compétition
  - New York No Limits Films series, New York (USA)
- 2014
  - ArtPower! Film Curator/UCSD (USA)
  - 24e Festival du film de Sept-Îles (Québec)
  - Regards sur le cinéma du monde/Rouen (France)
  - Festival international du film de Göteborg (Suède)
  - Festival du film de Rivière-du-Loup (Québec)
  - Festival international du premier film d'Annonay (France)
  - Riviera Maya Film Festival (Mexique)
  - Festival du film francophone de Grèce
  - Festival du film francophone de Slovénie
  - Festival du film francophone de Budapest
  - Festival du film francophone de Roumanie
  - Festival du film francophone de Moldavie
  - Bradford International Film Festival (Grande-Bretagne)
  - 32e Rendez-vous du cinéma québécois, Montréal
  - Tournée des Rendez-vous du cinéma québécois 2014, Halifax (Canada)
  - Human Rights Arts & Film Festival (Australie)